# Juliana Canfield
Pour les articles homonymes, voir Canfield.
 (septembre 2023).
La mise en forme du texte ne suit pas les recommandations de Wikipédia : il faut le « wikifier ».
Les points d'amélioration suivants sont les cas les plus fréquents. Le détail des points à revoir est peut-être précisé sur la page de discussion.
- Les titres sont pré-formatés par le logiciel. Ils ne sont ni en capitales, ni en gras.
- Le texte ne doit pas être écrit en capitales (les noms de famille non plus), ni en gras, ni en italique, ni en « petit »…
- Le gras n'est utilisé que pour surligner le titre de l'article dans l'introduction, une seule fois.
- L'italique est rarement utilisé : mots en langue étrangère, titres d'œuvres, noms de bateaux, etc.
- Les citations ne sont pas en italique mais en corps de texte normal. Elles sont entourées par des guillemets français : « et ».
- Les listes à puces sont à éviter, des paragraphes rédigés étant largement préférés. Les tableaux sont à réserver à la présentation de données structurées (résultats, etc.).
- Les appels de note de bas de page (petits chiffres en exposant, introduits par l'outil «  Source ») sont à placer entre la fin de phrase et le point final[comme ça].
- Les liens internes (vers d'autres articles de Wikipédia) sont à choisir avec parcimonie. Créez des liens vers des articles approfondissant le sujet. Les termes génériques sans rapport avec le sujet sont à éviter, ainsi que les répétitions de liens vers un même terme.
- Les liens externes sont à placer uniquement dans une section « Liens externes », à la fin de l'article. Ces liens sont à choisir avec parcimonie suivant les règles définies. Si un lien sert de source à l'article, son insertion dans le texte est à faire par les notes de bas de page.
- La présentation des références doit suivre les conventions bibliographiques. Il est recommandé d'utiliser les modèles {{Ouvrage}}, {{Chapitre}}, {{Article}}, {{Lien web}} et/ou {{Bibliographie}}. Le mode d'édition visuel peut mettre en forme automatiquement les références.
- Insérer une infobox (cadre d'informations à droite) n'est pas obligatoire pour parachever la mise en page.

Pour une aide détaillée, merci de consulter Aide:Wikification.
Si vous pensez que ces points ont été résolus, vous pouvez retirer ce bandeau et améliorer la mise en forme d'un autre article.
Juliana Canfield, née le 18 février 1992, est une actrice américaine. Elle est principalement connue pour son rôle de Jess Jordan dans la série Succession, diffusée sur HBO. Elle fait également partie de la distribution principale de la série post-apocalyptique Y, le dernier homme.

## Biographie et éducation
En tant que membre de la famille Canfield, elle a été débutante au Bal des Débutantes, à Paris. Juliana Canfield a été diplômée avec mention d'un Bachelor of Arts avec spécialisation en anglais au Yale College, en 2014. Elle a ensuite fréquenté la David Geffen School of Drama de l'université Yale et a obtenu un MFA en théâtre en 2017.

## Carrière
Juliana Canfield a joué le rôle de Christina dans la pièce de Maria Irene Fornes, Fefu and Her Friends, au Theatre for a New Audience de Brooklyn, en 2019. Elle a également joué le rôle de Jess Jordan dans la série HBO Succession, apparaissant pour la première fois dans le deuxième épisode de la série, jusqu'au dernier. Son rôle a été salué par la critique de The Ringer, Jessica MacLeish, dans un article intitulé « An Ode to Jess Jordan » au cours de la deuxième saison.
En 2021, elle joue le rôle de Beth DeVille, la petite amie du personnage principal Yorick Brown, de la série Y : le dernier homme, diffusée sur FX, et adaptée de la bande dessinée éponyme.

## Filmographie
| Cinéma     | Cinéma                          | Cinéma         | Cinéma                       |
| Année      | Film                            | Rôle           | Remarques                    |
| ---------- | ------------------------------- | -------------- | ---------------------------- |
| 2018       | Plain Fiction                   | Femme Lune     |                              |
| 2019       | The Neighbors' Windows          | la voisine     | Court-métrage                |
| 2019       | South of Bix                    | Bix (voix)     | Court-métrage                |
| 2019       | The Assistant                   | Sasha          |                              |
| 2020       | On the Rocks                    | Amanda Keane   |                              |
| TBA        | Everlasting Yea!                | Ellen Craft    |                              |
| Télévision |                                 |                |                              |
| Année      | Série                           | Rôle           | Remarques                    |
| 2018-2023  | Succession                      | Jess Jordan    | Rôle récurrent (18 épisodes) |
| 2020       | Histoires fantastiques          | Nina Bowman    | Épisode "La Faille"          |
| 2021       | Y : le dernier homme            | Beth De Ville  | Rôle principal               |
| 2022       | The Calling                     | Janine Harris  | Rôle principal               |
| 2023       | American Horror Story: Delicate | Talia Thompson | Rôle récurrent               |